# Ridder (Kasakhstan)
 For alternative betydninger, se Ridder (flertydig). (Se også artikler, som begynder med Ridder)
Ridder (kasakhisk: Риддер, som i årene 1941 til 2002 hed Leninogorsk, russisk: Лениногорск) er en by med 49.695(2016)indbyggere i Østkazakhstans Provins i det nordøstlige Kasakhstan. Ridder ligger nord-øst for den regionale hovedstad Oskemen. Oplandet er domineret af Altajbjergene.

## Historie
Ridder grundlagdes i 1786 og fik byrettigheder i 1934. Indtil 1941 havde byen det nuværende navn, idet den var opkaldt efter Philip Ridder, som opdagede lokale malmaflejringer. Fra 1941 til 2002 hed byen Leninogorsk.

## Økonomi
Ridder er et mineoperations- og fremstillingscenter for ikke-jernholdige metaller. Andre brancher er træ- og tekstilindustri, fødevarer og mekanisk forarbejdning.

## Transport
Europavej E40, som oprinder i Calais i Frankrig, har sin østligste ende i Ridder.